# Montaiguët-en-Forez
Montaiguët-en-Forez ist eine französische Gemeinde mit 285 Einwohnern (Stand: 1. Januar 2022) im Département Allier in der Region Auvergne-Rhône-Alpes (vor 2016 Auvergne); sie gehört zum Arrondissement Vichy und zum Kanton Dompierre-sur-Besbre.

## Geographie
Montaiguët-en-Forez liegt etwa 55 Kilometer südöstlich von Moulins am Rand der Landschaft Bourbonnais. Umgeben wird Montaiguët-en-Forez von den Nachbargemeinden Lenax im Norden, Le Bouchaud im Nordosten, Urbise im Osten und Südosten, Sail-les-Bains und Saint-Martin-d’Estréaux  im Süden, Andelaroche im Südwesten und Westen sowie Loddes im Nordwesten. 

## Bevölkerungsentwicklung
| Jahr                       | 1962 | 1968 | 1975 | 1982 | 1990 | 1999 | 2006 | 2011 | 2019 |
| Einwohner                  | 592  | 564  | 473  | 404  | 357  | 320  | 308  | 323  | 298  |
| Quellen: Cassini und INSEE |      |      |      |      |      |      |      |      |      |

## Sehenswürdigkeiten
- Ortstor, Monument historique
- Kirche
- Schloss, Monument historique seit 1927

Siehe auch: Liste der Monuments historiques in Montaiguët-en-Forez

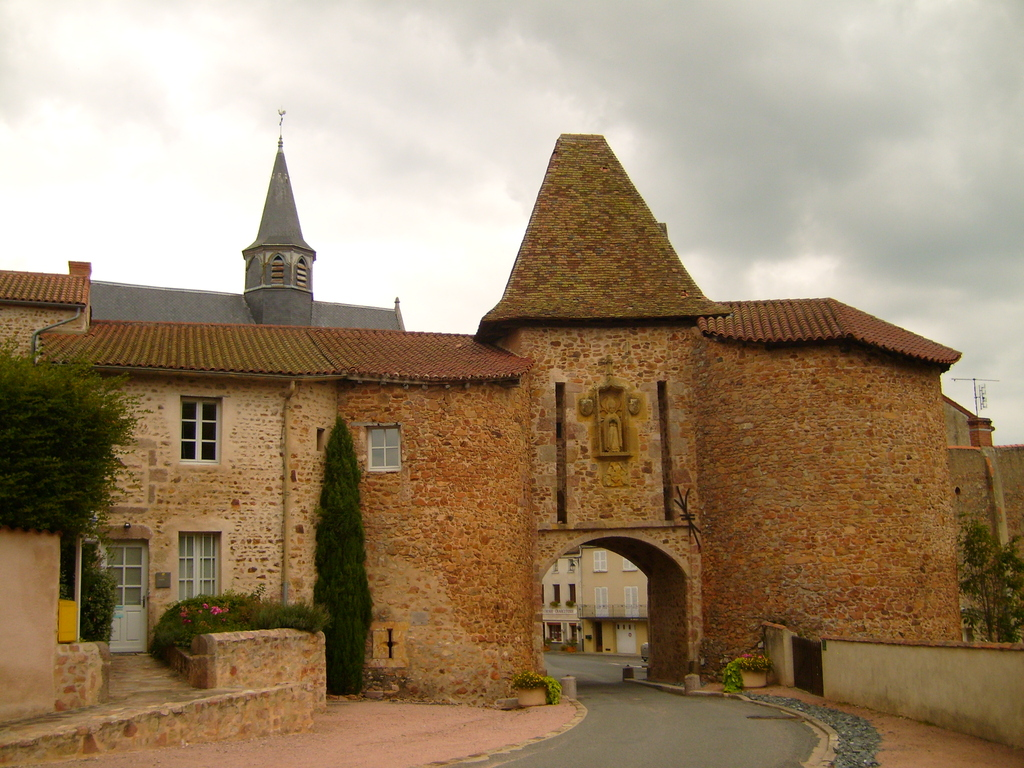
Ortstor
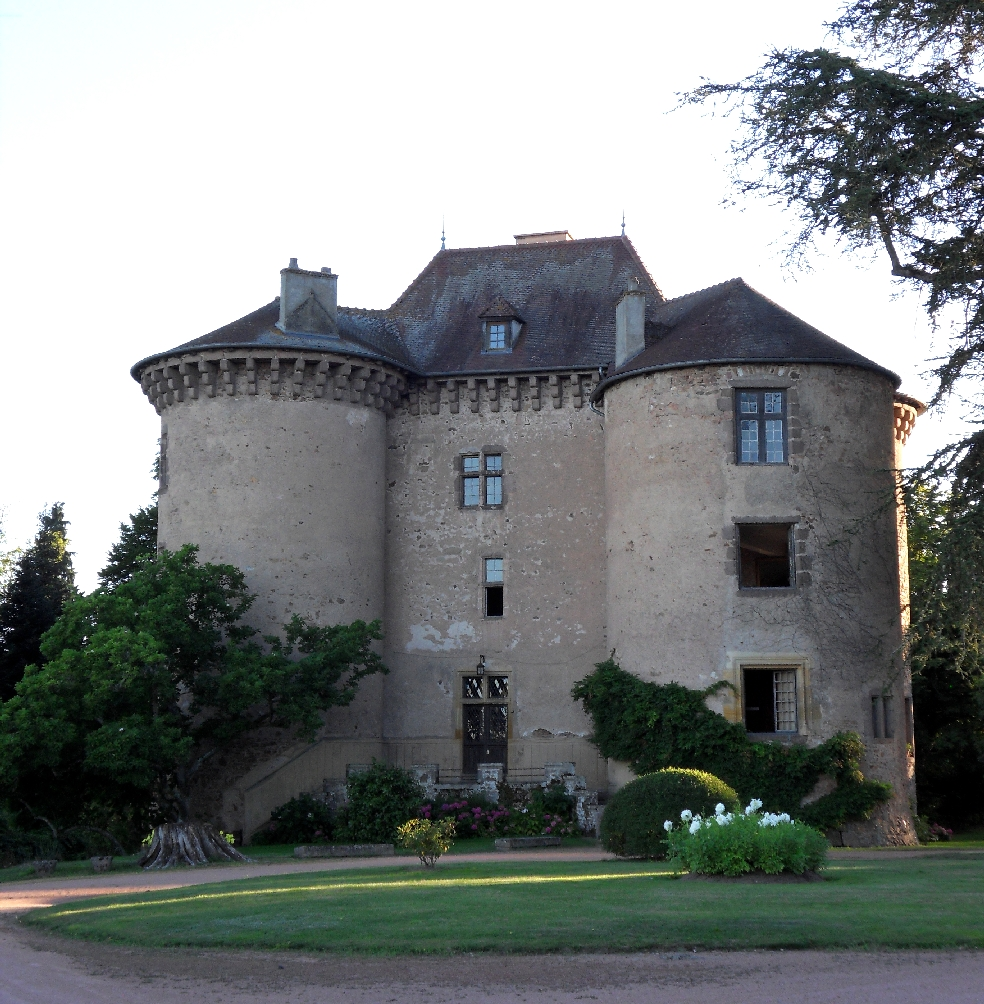
Schloss